# Giải vô địch bóng đá Đông Nam Á 2018
Giải vô địch bóng đá Đông Nam Á 2018 (tiếng Anh: 2018 AFF Championship), tên chính thức là AFF Suzuki Cup 2018 vì lý do tài trợ (cũng thường được gọi là AFF Cup 2018), là lần tổ chức thứ 12 của Giải vô địch bóng đá Đông Nam Á, giải đấu bóng đá của các quốc gia thuộc Liên đoàn bóng đá Đông Nam Á (AFF), và là lần thứ 6 dưới tên gọi AFF Suzuki Cup. Vòng chung kết của giải đấu diễn ra từ ngày 8 tháng 11 đến ngày 15 tháng 12 năm 2018.
Đây là lần đầu tiên trong lịch sử AFF Cup có 10 đội tuyển tranh tài tại vòng chung kết, và cũng là lần đầu tiên giải đấu áp dụng thể thức thi đấu mới, với vòng bảng diễn ra theo thể thức sân nhà–sân khách thay cho thể thức tập trung tại hai quốc gia chủ nhà từ năm 2002. Thông qua sự thỏa thuận giữa AFF và Liên đoàn bóng đá Đông Á (EAFF), đội vô địch của giải đấu sẽ giành quyền tham dự trận tranh Siêu cúp bóng đá Đông Nam Á – Đông Á.
Thái Lan là đương kim vô địch, nhưng đã bị loại bởi Malaysia tại bán kết. Việt Nam đã giành chức vô địch sau khi đánh bại Malaysia với tổng tỷ số 3–2 trong hai lượt trận chung kết, và cũng là danh hiệu thứ hai của họ sau đúng 10 năm.

## Thể thức
Vào tháng 3 năm 2016, Liên đoàn bóng đá Đông Nam Á (AFF) đã cân nhắc về những thay đổi đối với thể thức của giải đấu do các trận đấu không có đội chủ nhà thi đấu thường có ít khán giả. Sau đó, AFF xác nhận rằng bắt đầu từ giải năm 2018, một thể thức mới sẽ được áp dụng. Chín đội tuyển xếp hạng cao nhất sẽ vào thẳng vòng chung kết, trong khi các đội xếp thứ 10 và thứ 11 sẽ thi đấu vòng loại qua hai lượt. 10 đội ở vòng bảng sẽ được chia thành hai bảng 5 đội, thi đấu vòng tròn một lượt. Mỗi đội tuyển thi đấu hai trận đấu trên sân nhà và hai trận đấu trên sân khách. Một lễ bốc thăm đã được tổ chức để xác định hạt giống trong khi thể thức của vòng đấu loại trực tiếp vẫn không thay đổi.
Phân chia trận đấu sân nhà–sân khách
- Ghi chú: H – sân nhà, A – sân khách

| Nhóm | 1 | 2 | 3 | 4 | 5 |
| ---- | - | - | - | - | - |
| 1    | ~ | H | A | H | A |
| 2    | A | ~ | H | A | H |
| 3    | H | A | ~ | H | A |
| 4    | A | H | A | ~ | H |
| 5    | H | A | H | A | ~ |

## Vòng loại

Giành quyền tham dự giải đấu
Không vượt qua vòng loại
Không tham dự
Không phải là thành viên AFF

Chín đội tuyển đã được đặc cách vào thẳng vòng chung kết Giải vô địch bóng đá Đông Nam Á. Dựa trên bảng xếp hạng của giải đấu năm 2016, hai đội tuyển có thứ hạng thấp nhất là Brunei và Đông Timor sẽ phải thi đấu play-off theo thể thức sân nhà–sân khách, được tổ chức vào ngày 1 và 8 tháng 9 năm 2018, để xác định đội cuối cùng được lọt vào vòng bảng. Đông Timor đã giành chiến thắng trước Brunei qua hai lượt trận để trở thành đội thứ 10 giành quyền tham dự giải đấu.
Úc, một thành viên đầy đủ chính thức của AFF từ năm 2013, đã không tham dự giải đấu lần này.

### Các đội tuyển tham dự
| Đội tuyển   | Tham dự | Thành tích tốt nhất lần trước                                          |
| ----------- | ------- | ---------------------------------------------------------------------- |
| Campuchia   | 7 lần   | Vòng bảng (1996, 2000, 2002, 2004, 2008, 2016)                         |
| Indonesia   | 12 lần  | Á quân (2000, 2002, 2004, 2010, 2016, 2020)                            |
| Lào         | 11 lần  | Vòng bảng (1996, 1998, 2000, 2002, 2004, 2007, 2008, 2010, 2012, 2014) |
| Malaysia    | 12 lần  | Vô địch (2010)                                                         |
| Myanmar     | 12 lần  | Hạng tư (2004), Bán kết (2016)                                         |
| Philippines | 11 lần  | Bán kết (2010, 2012, 2014)                                             |
| Singapore   | 12 lần  | Vô địch (1998, 2004, 2007, 2012)                                       |
| Thái Lan    | 12 lần  | Vô địch (1996, 2000, 2002, 2014, 2016)                                 |
| Đông Timor  | 2 lần   | Vòng bảng (2004)                                                       |
| Việt Nam    | 12 lần  | Vô địch (2008)                                                         |

## Bốc thăm
Lễ bốc thăm chia bảng được tổ chức vào lúc 14:00 WIB (UTC+7) ngày 2 tháng 5 năm 2018 tại khách sạn Mulia Senayan ở Jakarta, Indonesia.
Mỗi bảng đấu sẽ bao gồm một đội tuyển từ mỗi nhóm hạt giống, tổng cộng năm nhóm với hai đội cho mỗi nhóm. Các đội tuyển được xếp vào các nhóm hạt giống dựa vào thành tích của hai giải đấu trước đó. Việc xếp hạng sẽ ưu tiên vị trí cao nhất mà đội tuyển đó đạt được trong hai giải đấu. Nếu thành tích ngang nhau, ưu tiên giải gần nhất.
Tại thời điểm bốc thăm, đội tuyển vượt qua vòng loại chưa được xác định và tự động được xếp vào nhóm 5.
| Nhóm | Đội tuyển   | 2016 | 2014 |
| ---- | ----------- | ---- | ---- |
| 1    | Thái Lan    | 1    | 1    |
| 1    | Việt Nam    | 3    | 3    |
| 2    | Indonesia   | 2    | 5    |
| 2    | Malaysia    | 5    | 2    |
| 3    | Singapore   | 7    | 6    |
| 3    | Philippines | 6    | 4    |
| 4    | Myanmar     | 4    | 7    |
| 4    | Campuchia   | 8    | VL   |
| 5    | Lào         | VL   | 8    |
| 5    | Đông Timor  | VL   | VL   |

## Đội hình
Mỗi đội tuyển được phép đăng ký danh sách sơ bộ gồm 50 cầu thủ. Danh sách chính thức của các đội bao gồm 23 cầu thủ (ba trong số đó phải là thủ môn) và phải được đăng ký một ngày trước ngày diễn ra trận đấu đầu tiên của giải.

## Trọng tài
Dưới đây là các trọng tài được phân công tại giải đấu. Khi trận đấu được phát sóng, các trợ lý trọng tài và trọng tài thứ tư không được công bố.
Trọng tài
- Chris Beath
- Amdillah Zainuddin
- Fu Ming
- Ma Ning
- Thoriq Munir Alkatiri
- Alireza Faghani
- Kimura Hiroyuki
- Adham Makhadmeh
- Ahmed Faisal Ali
- Amirul Izwan Yaacob
- Nagor Amir Noor Mohamed
- Nazmi Nasaruddin
- Suhaizi Shukri
- Ahmed Al-Kaf
- Clifford Daypuyat
- Abdulrahman Al-Jassim
- Khamis Al-Marri
- Turki Al-Khudayr
- Ahmad A'qashah
- Nathan Chan
- Kim Hee-gon
- Sivakorn Pu-udom
- Aziz Asimov
- Nguyễn Hiền Triết

Trợ lý trọng tài
- Ali Faisal Rosli
- Raffizal Ramli
- Pisal Kimsy
- Sopheap Chi
- Zhou Fei
- Bambang Syamsudar
- Dinan Lazuardi
- Malang Nurhadi
- Mohammadreza Mansouri
- Reza Sokhandan
- Akane Yagi
- Ahmed Al-Roalle
- Kilar Ladsavong
- Somphavanh Louanglath
- Arif Shamil
- Azman Ismail
- Zairul Khalil
- Chit Moe Aye
- Win Thiha
- Zayar Maung
- Abu Bakar Al-Amri
- Krizmark Nanola
- Relly Balila
- Saoud Al-Maqaleh
- Taleb Al-Marri
- Abdul Hannan
- Lim Kok Heng
- Manoj Kalwani
- Ronnie Koh Min Kiat
- Komsun Khumpan
- Pattarapong Kijsathit
- Phubes Lekpha
- Phulsawat Samransuk
- Rachen Srichai
- Thanet Chuchueun
- Nguyễn Trung Hậu
- Phạm Mạnh Long
- Trần Liêm Thanh
- Trương Đức Chiến

Trọng tài thứ tư
- Abdul Hakim Haidi
- Chy Samdy
- Khuon Virak
- Oki Dwi Putra
- Souei Vongkham
- Xaypaseuth Phongsanit
- Fitri Maskon
- Myat Thu
- Thant Zin Oo
- Steve Supresencia
- Jansen Foo Chuan Hui
- Letchman Gopalakrishnan
- Muhammad Taqi
- Mongkolchai Pechsri
- Titichai Nuanchan
- Wiwat Jumpaoon

## Địa điểm
Mỗi quốc gia tham dự giải có một sân nhà và mỗi đội được thi đấu hai trận vòng bảng trên sân nhà. Với thể thức này, Lào và Campuchia sẽ có lần đầu tiên được đăng cai các trận đấu chính thức của một vòng chung kết AFF Cup.
Trước khi giải đấu diễn ra, cả Hiệp hội bóng đá Indonesia (PSSI) và Liên đoàn bóng đá Myanmar (MFF) đã yêu cầu Liên đoàn bóng đá Đông Nam Á (AFF) cho phép hai trận đấu trên sân nhà của họ được tổ chức tại hai sân vận động ở các thành phố khác nhau. Yêu cầu của MFF sau đó đã được chấp thuận. Liên đoàn bóng đá Việt Nam (VFF) cũng đề nghị được chuyển địa điểm diễn ra trận đấu giữa Việt Nam và Campuchia tại vòng bảng sang sân vận động Hàng Đẫy do sân vận động Quốc gia Mỹ Đình đã được sử dụng cho lễ khai mạc Đại hội Thể thao toàn quốc vào cùng thời gian, và cũng được AFF chấp nhận.
Do sân vận động Đô thị Dili đang sửa chữa hệ thống ánh sáng, Đông Timor phải thi đấu các trận "sân nhà" gặp Thái Lan tại sân vận động Rajamangala ở Băng Cốc và trận gặp Philippines tại sân vận động Kuala Lumpur ở Malaysia.
| Kuala Lumpur                      | Kuala Lumpur | Hà Nội | Hà Nội                   |
| --------------------------------- | --- | --- | ------------------------ |
| Sân vận động Quốc gia Bukit Jalil | Sân vận động Kuala Lumpur | Sân vận động Quốc gia Mỹ Đình | Sân vận động Hàng Đẫy    |
| Sức chứa: 87.411                  | Sức chứa: 18.000 | Sức chứa: 40.192 | Sức chứa: 22.500         |
|                                   | | |                          |
| Jakarta                           | Kuala LumpurPhnôm PênhKallangBăng CốcHà NộiYangonMandalayJakartaViêng ChănBacolod Vị trí các sân vận động của Giải vô địch bóng đá Đông Nam Á 2018. | Kuala LumpurPhnôm PênhKallangBăng CốcHà NộiYangonMandalayJakartaViêng ChănBacolod Vị trí các sân vận động của Giải vô địch bóng đá Đông Nam Á 2018. | Phnôm Pênh               |
| Sân vận động Gelora Bung Karno    | Kuala LumpurPhnôm PênhKallangBăng CốcHà NộiYangonMandalayJakartaViêng ChănBacolod Vị trí các sân vận động của Giải vô địch bóng đá Đông Nam Á 2018. | Kuala LumpurPhnôm PênhKallangBăng CốcHà NộiYangonMandalayJakartaViêng ChănBacolod Vị trí các sân vận động của Giải vô địch bóng đá Đông Nam Á 2018. | Sân vận động Olympic     |
| Sức chứa: 77.193                  | Kuala LumpurPhnôm PênhKallangBăng CốcHà NộiYangonMandalayJakartaViêng ChănBacolod Vị trí các sân vận động của Giải vô địch bóng đá Đông Nam Á 2018. | Kuala LumpurPhnôm PênhKallangBăng CốcHà NộiYangonMandalayJakartaViêng ChănBacolod Vị trí các sân vận động của Giải vô địch bóng đá Đông Nam Á 2018. | Sức chứa: 50.000         |
|                                   | Kuala LumpurPhnôm PênhKallangBăng CốcHà NộiYangonMandalayJakartaViêng ChănBacolod Vị trí các sân vận động của Giải vô địch bóng đá Đông Nam Á 2018. | Kuala LumpurPhnôm PênhKallangBăng CốcHà NộiYangonMandalayJakartaViêng ChănBacolod Vị trí các sân vận động của Giải vô địch bóng đá Đông Nam Á 2018. |                          |
| Kallang                           | Kuala LumpurPhnôm PênhKallangBăng CốcHà NộiYangonMandalayJakartaViêng ChănBacolod Vị trí các sân vận động của Giải vô địch bóng đá Đông Nam Á 2018. | Kuala LumpurPhnôm PênhKallangBăng CốcHà NộiYangonMandalayJakartaViêng ChănBacolod Vị trí các sân vận động của Giải vô địch bóng đá Đông Nam Á 2018. | Băng Cốc                 |
| Sân vận động Quốc gia             | Kuala LumpurPhnôm PênhKallangBăng CốcHà NộiYangonMandalayJakartaViêng ChănBacolod Vị trí các sân vận động của Giải vô địch bóng đá Đông Nam Á 2018. | Kuala LumpurPhnôm PênhKallangBăng CốcHà NộiYangonMandalayJakartaViêng ChănBacolod Vị trí các sân vận động của Giải vô địch bóng đá Đông Nam Á 2018. | Sân vận động Rajamangala |
| Sức chứa: 55.000                  | Kuala LumpurPhnôm PênhKallangBăng CốcHà NộiYangonMandalayJakartaViêng ChănBacolod Vị trí các sân vận động của Giải vô địch bóng đá Đông Nam Á 2018. | Kuala LumpurPhnôm PênhKallangBăng CốcHà NộiYangonMandalayJakartaViêng ChănBacolod Vị trí các sân vận động của Giải vô địch bóng đá Đông Nam Á 2018. | Sức chứa: 49.722         |
|                                   | Kuala LumpurPhnôm PênhKallangBăng CốcHà NộiYangonMandalayJakartaViêng ChănBacolod Vị trí các sân vận động của Giải vô địch bóng đá Đông Nam Á 2018. | Kuala LumpurPhnôm PênhKallangBăng CốcHà NộiYangonMandalayJakartaViêng ChănBacolod Vị trí các sân vận động của Giải vô địch bóng đá Đông Nam Á 2018. |                          |
| Yangon                            | Mandalay | Viêng Chăn | Bacolod                  |
| Sân vận động Thuwunna             | Sân vận động Mandalarthiri | Sân vận động Quốc gia Lào mới | Sân vận động Panaad      |
| Sức chứa: 32.000                  | Sức chứa: 30.000 | Sức chứa: 25.000 | Sức chứa: 9.825          |
|                                   | | |                          |

## Vòng bảng
| Vô địch Á quân | Bán kết Vòng bảng |

Kết quả của các đội tuyển tham dự Giải vô địch bóng đá Đông Nam Á 2018
Vô địch
Á quân
Bán kết
Vòng bảng

Hai đội tuyển đứng đầu mỗi bảng lọt vào vòng bán kết.
Các tiêu chí
Các đội được xếp hạng theo điểm (3 điểm cho một trận thắng, 1 điểm cho một trận hòa, 0 điểm cho một trận thua), và nếu bằng điểm, các tiêu chí sau sẽ được áp dụng theo thứ tự để xác định thứ hạng:
1. Điểm số đạt được trong tất cả các trận đấu vòng bảng;
2. Hiệu số bàn thắng thua trong tất cả các trận đấu vòng bảng;
3. Số bàn thắng ghi được trong tất cả các trận đấu vòng bảng;

Nếu hai hoặc nhiều đội bằng nhau ở ca ba tiêu chí trên, thứ hạng sẽ được xác định như sau:
1. Kết quả đối đầu trực tiếp giữa các đội liên quan;
2. Sút luân lưu nếu hai đội liên quan gặp nhau trong trận cuối cùng của vòng bảng;
3. Bốc thăm của ban tổ chức.

### Bảng A
| VT | Đội       | ST | T | H | B | BT | BB | HS | Đ  | Giành quyền tham dự     |
| -- | --------- | -- | - | - | - | -- | -- | -- | -- | ----------------------- |
| 1  | Việt Nam  | 4  | 3 | 1 | 0 | 8  | 0  | +8 | 10 | Vòng đấu loại trực tiếp |
| 2  | Malaysia  | 4  | 3 | 0 | 1 | 7  | 3  | +4 | 9  | Vòng đấu loại trực tiếp |
| 3  | Myanmar   | 4  | 2 | 1 | 1 | 7  | 5  | +2 | 7  |                         |
| 4  | Campuchia | 4  | 1 | 0 | 3 | 4  | 9  | −5 | 3  |                         |
| 5  | Lào       | 4  | 0 | 0 | 4 | 3  | 12 | −9 | 0  |                         |

| Campuchia | 0–1                             | Malaysia         |
| --------- | ------------------------------- | ---------------- |
|           | Chi tiết (AFFSZ) Chi tiết (AFF) | - Norshahrul 31' |

| Lào | 0–3                             | Việt Nam                                                               |
| --- | ------------------------------- | ---------------------------------------------------------------------- |
|     | Chi tiết (AFFSZ) Chi tiết (AFF) | - Nguyễn Công Phượng 11' - Nguyễn Anh Đức 45+2' - Nguyễn Quang Hải 68' |

| Malaysia                             | 3–1                             | Lào                |
| ------------------------------------ | ------------------------------- | ------------------ |
| - Zaquan 15' - Norshahrul 86', 90+2' | Chi tiết (AFFSZ) Chi tiết (AFF) | - Kongmathilath 7' |

| Myanmar                                                         | 4–1                             | Campuchia       |
| --------------------------------------------------------------- | ------------------------------- | --------------- |
| - Hlaing Bo Bo 60', 90+3' - Than Htet Aung 70' - Sithu Aung 87' | Chi tiết (AFFSZ) Chi tiết (AFF) | - Vathanaka 23' |

| Lào           | 1–3                             | Myanmar                                                    |
| ------------- | ------------------------------- | ---------------------------------------------------------- |
| - Innalay 14' | Chi tiết (AFFSZ) Chi tiết (AFF) | - Aung Thu 45' - Htet Phyoe Wai 72' - Maung Maung Lwin 85' |

| Việt Nam                                      | 2–0                             | Malaysia |
| --------------------------------------------- | ------------------------------- | -------- |
| - Nguyễn Công Phượng 11' - Nguyễn Anh Đức 60' | Chi tiết (AFFSZ) Chi tiết (AFF) |          |

| Myanmar | 0–0                             | Việt Nam |
| ------- | ------------------------------- | -------- |
|         | Chi tiết (AFFSZ) Chi tiết (AFF) |          |

| Campuchia                                              | 3–1                             | Lào          |
| ------------------------------------------------------ | ------------------------------- | ------------ |
| - Vathanaka 18' - Mony Udom 35' (ph.đ.) - Sokhpeng 77' | Chi tiết (AFFSZ) Chi tiết (AFF) | - Somxay 76' |

| Việt Nam                                                         | 3–0                             | Campuchia |
| ---------------------------------------------------------------- | ------------------------------- | --------- |
| - Nguyễn Tiến Linh 39' - Nguyễn Quang Hải 41' - Phan Văn Đức 61' | Chi tiết (AFFSZ) Chi tiết (AFF) |           |

| Malaysia                                     | 3–0                             | Myanmar |
| -------------------------------------------- | ------------------------------- | ------- |
| - Norshahrul 26' - Zaquan 45+3' (ph.đ.), 88' | Chi tiết (AFFSZ) Chi tiết (AFF) |         |

### Bảng B
| VT | Đội         | ST | T | H | B | BT | BB | HS  | Đ  | Giành quyền tham dự     |
| -- | ----------- | -- | - | - | - | -- | -- | --- | -- | ----------------------- |
| 1  | Thái Lan    | 4  | 3 | 1 | 0 | 15 | 3  | +12 | 10 | Vòng đấu loại trực tiếp |
| 2  | Philippines | 4  | 2 | 2 | 0 | 5  | 3  | +2  | 8  | Vòng đấu loại trực tiếp |
| 3  | Singapore   | 4  | 2 | 0 | 2 | 7  | 5  | +2  | 6  |                         |
| 4  | Indonesia   | 4  | 1 | 1 | 2 | 5  | 6  | −1  | 4  |                         |
| 5  | Đông Timor  | 4  | 0 | 0 | 4 | 4  | 19 | −15 | 0  |                         |

| Singapore    | 1–0                             | Indonesia |
| ------------ | ------------------------------- | --------- |
| - Hariss 37' | Chi tiết (AFFSZ) Chi tiết (AFF) |           |

| Đông Timor | 0–7                             | Thái Lan                                                      |
| ---------- | ------------------------------- | ------------------------------------------------------------- |
|            | Chi tiết (AFFSZ) Chi tiết (AFF) | - Adisak 3', 13', 31', 45', 50', 56' (ph.đ.) - Supachai 90+1' |

| Indonesia                                      | 3–1                             | Đông Timor   |
| ---------------------------------------------- | ------------------------------- | ------------ |
| - Alfath 60' - Lilipaly 69' (ph.đ.) - Beto 82' | Chi tiết (AFFSZ) Chi tiết (AFF) | - Rufino 48' |

| Philippines    | 1–0                             | Singapore |
| -------------- | ------------------------------- | --------- |
| - Reichelt 78' | Chi tiết (AFFSZ) Chi tiết (AFF) |           |

| Đông Timor                              | 2–3                             | Philippines                                        |
| --------------------------------------- | ------------------------------- | -------------------------------------------------- |
| - Nataniel 73' (ph.đ.) - João Pedro 75' | Chi tiết (AFFSZ) Chi tiết (AFF) | - P. Younghusband 27' - Steuble 33' - De Murga 68' |

| Thái Lan                                                | 4–2                             | Indonesia                       |
| ------------------------------------------------------- | ------------------------------- | ------------------------------- |
| - Korrakot 38' - Pansa 45+2' - Adisak 65' - Pokklaw 74' | Chi tiết (AFFSZ) Chi tiết (AFF) | - Zulfiandi 29' - Fachrudin 89' |

| Philippines | 1–1                             | Thái Lan       |
| ----------- | ------------------------------- | -------------- |
| - Bedic 81' | Chi tiết (AFFSZ) Chi tiết (AFF) | - Supachai 57' |

| Singapore                                               | 6–1                             | Đông Timor   |
| ------------------------------------------------------- | ------------------------------- | ------------ |
| - Safuwan 12', 19', 90+2' - Ikhsan 30', 42' - Faris 90' | Chi tiết (AFFSZ) Chi tiết (AFF) | - Rufino 13' |

| Thái Lan                                | 3–0                             | Singapore |
| --------------------------------------- | ------------------------------- | --------- |
| - Pansa 13' - Supachai 23' - Adisak 90' | Chi tiết (AFFSZ) Chi tiết (AFF) |           |

| Indonesia | 0–0                             | Philippines |
| --------- | ------------------------------- | ----------- |
|           | Chi tiết (AFFSZ) Chi tiết (AFF) |             |

## Vòng đấu loại trực tiếp

### Sơ đồ
|  | Bán kết | Bán kết      | Bán kết  | Bán kết | Bán kết |   |    | Chung kết | Chung kết | Chung kết | Chung kết | Chung kết |
|  |         |              |          |         |         |   |    |           |           |           |           |           |
|  | A2      | Malaysia (a) | 0        | 2       | 2       |   |    |           |           |           |           |           |
|  | B1      | Thái Lan     | 0        | 2       | 2       |   |    |           |           |           |           |           |
|  |         |              |          |         |         |   | A2 | Malaysia  | 2         | 0         | 2         |           |
|  |         | A1           | Việt Nam | 2       | 1       | 3 |    |           |           |           |           |           |
|  | B2      | Philippines  | 1        | 1       | 2       |   |    |           |           |           |           |           |
|  | A1      | Việt Nam     | 2        | 2       | 4       |   |    |           |           |           |           |           |

### Bán kết
Lượt đi
| Malaysia | 0–0                             | Thái Lan |
| -------- | ------------------------------- | -------- |
|          | Chi tiết (AFFSZ) Chi tiết (AFF) |          |

| Philippines      | 1–2                             | Việt Nam                                |
| ---------------- | ------------------------------- | --------------------------------------- |
| - Reichelt 45+2' | Chi tiết (AFFSZ) Chi tiết (AFF) | - Nguyễn Anh Đức 12' - Phan Văn Đức 48' |

Lượt về
| Thái Lan                       | 2–2                             | Malaysia                      |
| ------------------------------ | ------------------------------- | ----------------------------- |
| - Irfan 21' (l.n.) - Pansa 63' | Chi tiết (AFFSZ) Chi tiết (AFF) | - Syahmi 28' - Norshahrul 71' |

Tổng tỷ số là 2–2. Malaysia thắng theo luật bàn thắng sân khách.
| Việt Nam                                        | 2–1                             | Philippines           |
| ----------------------------------------------- | ------------------------------- | --------------------- |
| - Nguyễn Quang Hải 83' - Nguyễn Công Phượng 87' | Chi tiết (AFFSZ) Chi tiết (AFF) | - J. Younghusband 89' |

Việt Nam thắng với tổng tỷ số 4–2.

### Chung kết
Lượt đi
| Malaysia                   | 2–2                             | Việt Nam                                 |
| -------------------------- | ------------------------------- | ---------------------------------------- |
| - Shahrul 36' - Safawi 61' | Chi tiết (AFFSZ) Chi tiết (AFF) | - Nguyễn Huy Hùng 22' - Phạm Đức Huy 25' |

Lượt về
| Việt Nam            | 1–0                             | Malaysia |
| ------------------- | ------------------------------- | -------- |
| - Nguyễn Anh Đức 6' | Chi tiết (AFFSZ) Chi tiết (AFF) |          |

Việt Nam thắng với tổng tỷ số 3–2.

## Thống kê

### Các giải thưởng
Các giải thưởng dưới đây đã được trao sau khi giải đấu kết thúc:
| Cầu thủ xuất sắc nhất | Vua phá lưới    | Giải phong cách |
| --------------------- | --------------- | --------------- |
| Nguyễn Quang Hải      | Adisak Kraisorn | Malaysia        |

### Cầu thủ ghi bàn
Đã có 80 bàn thắng ghi được trong 26 trận đấu, trung bình 3.08 bàn thắng mỗi trận đấu.
8 bàn thắng
- Adisak Kraisorn

5 bàn thắng
- Norshahrul Idlan Talaha

4 bàn thắng
- Nguyễn Anh Đức

3 bàn thắng
- Zaquan Adha Radzak
- Safuwan Baharudin
- Pansa Hemviboon
- Supachai Jaided
- Nguyễn Công Phượng
- Nguyễn Quang Hải

2 bàn thắng
- Chan Vathanaka
- Hlaing Bo Bo
- Patrick Reichelt
- Ikhsan Fandi
- Rufino Gama
- Phan Văn Đức

1 bàn thắng
- Keo Sokpheng
- Prak Mony Udom
- Alfath Fathier
- Beto Gonçalves
- Fachrudin Aryanto
- Stefano Lilipaly
- Zulfiandi
- Phithack Kongmathilath
- Phouthone Innalay
- Somxay Keohanam
- Safawi Rasid
- Shahrul Saad
- Syahmi Safari
- Aung Thu
- Htet Phyoe Wai
- Maung Maung Lwin
- Sithu Aung
- Than Htet Aung
- Jovin Bedic
- Carli de Murga
- Martin Steuble
- James Younghusband
- Phil Younghusband
- Faris Ramli
- Hariss Harun
- Korrakot Wiriyaudomsiri
- Pokklaw Anan
- João Pedro
- Nataniel Reis
- Nguyễn Huy Hùng
- Nguyễn Tiến Linh
- Phạm Đức Huy

1 bàn phản lưới nhà
- Irfan Zakaria (trong trận gặp Thái Lan)

Nguồn: AFF

### Đội hình tiêu biểu
Đội hình tiêu biểu của giải đấu, do ban tổ chức bình chọn, là đội hình gồm những cầu thủ thi đấu ấn tượng nhất tại các vị trí được chọn lựa trong giải đấu.
| \| VT \| Cầu thủ \| \| -- \| ----------------------- \| \| GK \| Đặng Văn Lâm \| \| DF \| Álvaro Silva \| \| DF \| Trần Đình Trọng \| \| DF \| Syahmi Safari \| \| DF \| Đoàn Văn Hậu \| \| MF \| Hlaing Bo Bo \| \| MF \| Nguyễn Quang Hải \| \| MF \| Mohamadou Sumareh \| \| MF \| Safawi Rasid \| \| FW \| Sanrawat Dechmitr \| \| FW \| Norshahrul Idlan Talaha \| | Văn Lâm Silva Đình Trọng Syahmi Văn Hậu Bo Bo Quang Hải Sumareh Safawi Sanrawat Norshahrul |
| VT | Cầu thủ                                                                                    |
| GK | Đặng Văn Lâm                                                                               |
| DF | Álvaro Silva                                                                               |
| DF | Trần Đình Trọng                                                                            |
| DF | Syahmi Safari                                                                              |
| DF | Đoàn Văn Hậu                                                                               |
| MF | Hlaing Bo Bo                                                                               |
| MF | Nguyễn Quang Hải                                                                           |
| MF | Mohamadou Sumareh                                                                          |
| MF | Safawi Rasid                                                                               |
| FW | Sanrawat Dechmitr                                                                          |
| FW | Norshahrul Idlan Talaha                                                                    |

### Kỷ luật
Một cầu thủ ngay lập tức bị treo giò ở trận đấu tiếp theo nếu phải nhận một trong các hình phạt sau:
- Nhận 1 thẻ đỏ (thời gian treo giò vì thẻ đỏ có thể nhiều hơn nếu là lỗi vi phạm nghiêm trọng).
- Nhận 2 thẻ vàng trong 2 trận đấu khác nhau.

Các quyết định kỷ luật sau đây đã được thực hiện trong suốt giải đấu:
| Cầu thủ                   | Vi phạm                                       | Đình chỉ                     |
| ------------------------- | --------------------------------------------- | ---------------------------- |
| Hong Pheng                | Bảng A gặp Malaysia · Bảng A gặp Việt Nam     | Đội đã bị loại khỏi giải đấu |
| Putu Gede                 | Bảng B gặp Singapore                          | Bảng B gặp Đông Timor        |
| Soukaphone Vongchiengkham | Bảng A gặp Malaysia · Bảng A gặp Myanmar      | Bảng A gặp Campuchia         |
| Hlaing Bo Bo              | Bảng A gặp Việt Nam · Bảng A gặp Malaysia     | Đội đã bị loại khỏi giải đấu |
| Thein Than Win            | Bảng A gặp Campuchia · Bảng A gặp Lào         | Bảng A gặp Việt Nam          |
| Zulqarnaen Suzliman       | Bảng B gặp Indonesia · Bảng B gặp Thái Lan    | Đội đã bị loại khỏi giải đấu |
| Aderito                   | Bảng B gặp Thái Lan                           | Bảng B gặp Indonesia         |
| Feliciano Goncalves       | Bảng B gặp Thái Lan · Bảng B gặp Indonesia    | Bảng B gặp Philippines       |
| Filomeno                  | Bảng B gặp Philippines · Bảng B gặp Singapore | Đội đã bị loại khỏi giải đấu |
| Gumario                   | Bảng B gặp Thái Lan · Bảng B gặp Indonesia    | Bảng B gặp Philippines       |

 • Cầu thủ nhận thẻ trong trận bán kết và trận chung kết không bao gồm ở đây.

### Bảng xếp hạng giải đấu
Bảng này xếp hạng các đội tuyển trong giải đấu. Ngoại trừ hai vị trí đầu tiên, thứ tự các vị trí tiếp theo được xác định bằng điểm số với các đội lọt vào cùng một giai đoạn của giải.

| VT | Đội         | ST | T | H | B | BT | BB | HS  | Đ  | Kết quả chung cuộc  |
| -- | ----------- | -- | - | - | - | -- | -- | --- | -- | ------------------- |
| 1  | Việt Nam    | 8  | 6 | 2 | 0 | 15 | 4  | +11 | 20 | Vô địch             |
| 2  | Malaysia    | 8  | 3 | 3 | 2 | 11 | 8  | +3  | 12 | Á quân              |
| 3  | Thái Lan    | 6  | 3 | 3 | 0 | 17 | 5  | +12 | 12 | Bị loại ở bán kết   |
| 4  | Philippines | 6  | 2 | 2 | 2 | 7  | 7  | 0   | 8  | Bị loại ở bán kết   |
|    |             |    |   |   |   |    |    |     |    |                     |
| 5  | Myanmar     | 4  | 2 | 1 | 1 | 7  | 5  | +2  | 7  | Bị loại ở vòng bảng |
| 6  | Singapore   | 4  | 2 | 0 | 2 | 7  | 5  | +2  | 6  | Bị loại ở vòng bảng |
| 7  | Indonesia   | 4  | 1 | 1 | 2 | 5  | 6  | −1  | 4  | Bị loại ở vòng bảng |
| 8  | Campuchia   | 4  | 1 | 0 | 3 | 4  | 9  | −5  | 3  | Bị loại ở vòng bảng |
| 9  | Lào         | 4  | 0 | 0 | 4 | 3  | 12 | −9  | 0  | Bị loại ở vòng bảng |
| 10 | Đông Timor  | 4  | 0 | 0 | 4 | 4  | 19 | −15 | 0  | Bị loại ở vòng bảng |

## Tiền thưởng
| Vô địch     | Á quân      | Bị loại ở bán kết |
| ----------- | ----------- | ----------------- |
| 300.000 US$ | 100.000 US$ | 50.000 US$        |

## Tiếp thị

Lược đồ màu AFF Suzuki Cup.

Bộ nhận diện mới của Giải vô địch bóng đá Đông Nam Á, bao gồm cả biểu trưng, đã được công bố cho giải đấu năm 2018 trong buổi lễ bốc thăm vào ngày 2 tháng 5 năm 2018. Liên đoàn bóng đá Đông Nam Á đã hợp tác với Lagardère Sports để xây dựng thương hiệu của giải đấu. Năm thuộc tính đã được xác định là "đồng nhất" với giải đấu này. Các yếu tố được kết hợp để tạo thành biểu trưng là một trái tim đang đập, một khung thành và một đôi tay của người hâm mộ giơ cao mang ý nghĩa biểu thị cho "niềm tự hào, lòng trung thành, bóng đá, sự cạnh tranh và niềm đam mê".
Ngoài ra, một bảng màu đã được thiết lập cho việc xây dựng thương hiệu. Các màu sắc được tạo ra là màu hồng (tượng trưng cho niềm đam mê và năng lượng), màu xanh da trời (sự khởi đầu mới mẻ), màu xanh lá cây (độ rung của sân bóng) và màu xanh lam (địa hình của vùng).

### Bóng thi đấu
Quả bóng thi đấu chính thức của giải đấu là Primero Mundo X Star, được tài trợ bởi tập đoàn Grand Sport của Thái Lan.

### Khẩu hiệu
Khẩu hiệu chính thức cho giải đấu lần này là "Time To Shine" (tạm dịch: Thời khắc để tỏa sáng).

### Tài trợ
| Nhà tài trợ tên giải | Nhà tài trợ chính thức         | Nhà hỗ trợ chính thức         | Nhà hỗ trợ khu vực            |
| -------------------- | ------------------------------ | ----------------------------- | ----------------------------- |
| - Suzuki             | - Honor - Men's Bioré - Yanmar | - AirAsia - Pinaco - UnionPay | - 100plus - Grand Sport Group |

## Bản quyền phát sóng
AFF, thông qua công ty tiếp thị thể thao Lagardère Sports, đã bán bản quyền phát sóng Giải vô địch bóng đá Đông Nam Á 2018 cho các quốc gia dưới đây.
| Đài truyền hình sở hữu bản quyền Giải vô địch bóng đá Đông Nam Á 2018 trong khu vực Đông Nam Á | Đài truyền hình sở hữu bản quyền Giải vô địch bóng đá Đông Nam Á 2018 trong khu vực Đông Nam Á | Đài truyền hình sở hữu bản quyền Giải vô địch bóng đá Đông Nam Á 2018 trong khu vực Đông Nam Á | Đài truyền hình sở hữu bản quyền Giải vô địch bóng đá Đông Nam Á 2018 trong khu vực Đông Nam Á | Đài truyền hình sở hữu bản quyền Giải vô địch bóng đá Đông Nam Á 2018 trong khu vực Đông Nam Á |
| Quốc gia/khu vực                                                                               | Mạng phát sóng                                                                                 | Kênh truyền hình                                                                               | Phát thanh                                                                                     | Nền tảng trực tuyến                                                                            |
| ---------------------------------------------------------------------------------------------- | ---------------------------------------------------------------------------------------------- | ---------------------------------------------------------------------------------------------- | ---------------------------------------------------------------------------------------------- | ---------------------------------------------------------------------------------------------- |
| ASEAN (chỉ Brunei và Malaysia)                                                                 | Fox International Channels                                                                     | Fox Sports Asia                                                                                | —                                                                                              | —                                                                                              |
| Brunei                                                                                         | RTB                                                                                            | RTB Aneka                                                                                      | —                                                                                              | —                                                                                              |
| Campuchia                                                                                      | Bayon Television                                                                               | BTV News                                                                                       | —                                                                                              | —                                                                                              |
| Indonesia                                                                                      | MNC Media, Emtek, Kompas Gramedia Group                                                        | RCTI, K-Vision, Nexmedia                                                                       | MNC Trijaya FM                                                                                 | MeTube, Vidio                                                                                  |
| Lào                                                                                            | LNTV                                                                                           | TVLao HD                                                                                       | —                                                                                              | —                                                                                              |
| Malaysia                                                                                       | RTM                                                                                            | TV1, TV2, RTM HD Sports                                                                        | —                                                                                              | MyKlik                                                                                         |
| Myanmar                                                                                        | MRTV, Sky Net                                                                                  | MRTV, MRTV Entertainment, MRTV Sports, Sky Net Sports 1, Sky Net Sports 4, Sky Net Sports HD   | Myanmar Radio                                                                                  | —                                                                                              |
| Philippines                                                                                    | TV5 Network Inc.                                                                               | 5 Network, AksyonTV                                                                            | —                                                                                              | ESPN 5                                                                                         |
| Singapore                                                                                      | MediaCorp                                                                                      | Okto                                                                                           | —                                                                                              | Toggle                                                                                         |
| Thái Lan                                                                                       | BBTV                                                                                           | 7HD                                                                                            | —                                                                                              | Bugaboo TV, LINE TV                                                                            |
| Đông Timor                                                                                     | Esperança Timor Oan                                                                            | ETO+, DTV                                                                                      | —                                                                                              | —                                                                                              |
| Việt Nam                                                                                       | VTV, VOV, VTVCab, VTC, K+, Next Media                                                          | VTV5, VTV6, Bóng đá TV, Thể thao TV, VTC3, VTC9, THVL2, K+PM                                   | VOV1, VOV2, VOV3, VOV Giao thông, VOV FM 89                                                    | VTV Sports, vtv.vn, VTV Go, VTV Giải Trí, THVLi, On Sports, Onme, myK+; vov.vn, VTC Now, myK+  |
| Đài truyền hình sở hữu bản quyền Giải vô địch bóng đá Đông Nam Á 2018 ngoài khu vực Đông Nam Á |                                                                                                |                                                                                                |                                                                                                |                                                                                                |
| Hồng Kông                                                                                      | Truyền hình cáp Hồng Kông                                                                      | i-Cable Sports                                                                                 | —                                                                                              | i-Cable Web and Mobile                                                                         |
| Hàn Quốc                                                                                       | SBS                                                                                            | SBS, SBS Sports                                                                                | —                                                                                              | SBS Play                                                                                       |
| Hoa Kỳ                                                                                         | Turner Broadcasting System                                                                     | —                                                                                              | —                                                                                              | Bleacher Report                                                                                |
| Toàn cầu                                                                                       | YouTube                                                                                        | —                                                                                              | —                                                                                              | AFF Suzuki Cup Channel                                                                         |
| N/A = Không có sẵn                                                                             |                                                                                                |                                                                                                |                                                                                                |                                                                                                |

Tại Hàn Quốc, SBS là nhà đài đầu tiên phát sóng trực tiếp một giải vô địch Đông Nam Á, với việc mua bản quyền truyền hình các trận đấu của Việt Nam  tại AFF Cup 2018. Việc này diễn ra trong bối cảnh huấn luyện viên Park Hang-seo đang nhận được sự quan tâm của đông đảo người hâm mộ và truyền thông Hàn Quốc, sau những thành tích vượt bậc của ông cùng với các đội tuyển Việt Nam. Sức hút của ông Park đối với quốc gia này lớn đến mức SBS đã phải hoãn chiếu bộ phim Fates & Furies để phát sóng trận đấu chung kết lượt về giữa Việt Nam và Malaysia. Thống kê từ Nielsel trong trận chung kết lượt về cho thấy rating (lượng khán giả theo dõi) của đài này đã đạt 18,1% (thời điểm cao nhất đạt tới 25,3%), mức kỷ lục cho một chương trình thể thao tại Hàn Quốc. Ngoài ra, trận chung kết lượt về cũng được phát sóng đồng thời trên kênh trả phí SBS Sports với mức rating là 3,8%.

## Sự cố và tranh cãi
- Liên đoàn bóng đá Việt Nam (VFF) đã bị Liên đoàn bóng đá Đông Nam Á (AFF) phạt 10.000 USD (khoảng 220 triệu đồng) vì không cử cầu thủ tham dự buổi họp báo trước trận gặp Lào vào ngày 8 tháng 11 tại Viêng Chăn. Theo quy định của AFF, huấn luyện viên trưởng và một cầu thủ xuất phát của mỗi đội phải có mặt trong cuộc họp báo trước trận đấu diễn ra một ngày.[66]
- Phía Việt Nam đã tỏ ra không hài lòng về quyết định của trọng tài người Qatar Khamis Al-Marri trong trận đấu bảng A gặp Myanmar, sau khi bị từ chối hai quả phạt đền và một bàn thắng do trọng tài biên người Thái Lan Phubes Lekpha báo lỗi việt vị dù pha quay chậm cho thấy cầu thủ Việt Nam đã thực sự chưa việt vị ở thời điểm đó.[67][68] Một cuộc tranh cãi sau đó đã nổ ra giữa hai huấn luyện viên Antoine Hey của Myanmar và Park Hang-seo của Việt Nam, dẫn đến việc ông Park không bắt tay Hey sau trận đấu.[68][69] Nhiều cổ động viên đã đặt vấn đề về sự xuất hiện và tầm quan trọng của trợ lý trọng tài video (VAR) trong giải đấu, như đã từng áp dụng tại FIFA World Cup 2018 trước đó.[70]
- Trước trận đấu vòng bảng giữa Malaysia và Việt Nam tại Hà Nội, một số người hâm mộ Việt Nam đợi mua vé qua đêm đã bị nhóm côn đồ địa phương đe dọa và buộc phải rời đi.[71] Lực lượng cảnh sát sau đó đã được điều động để theo dõi các hoạt động của băng nhóm.[72]
- Sau khi Việt Nam thắng Malaysia trên sân vận động Quốc gia Mỹ Đình trong lượt trận vòng bảng, nhiều cổ động viên Malaysia đã xông vào khán đài áo đỏ đánh các cổ động viên Việt Nam khiến nhiều người Việt bị thương. Lực lượng an ninh đã phải can thiệp và kịp thời giải quyết được vụ việc này. Sau vụ việc, Hiệp hội bóng đá Malaysia (FAM) đã gửi lời xin lỗi tới các cổ động viên của Việt Nam.
- Sau trận thắng của Malaysia trước Myanmar trong lượt trận cuối của bảng A, một nhóm 30 cổ động viên Malaysia đã xông vào tấn công 20 cổ động viên Myanmar (trong đó có phụ nữ) đang đợi xe buýt ở Kuala Lumpur.[73][74] Ba cổ động viên Myanmar bị thương nghiêm trọng và chảy máu, nhiều chiếc điện thoại di động của họ cũng bị nhóm cổ động viên Malaysia cướp đi. Sau đó các nạn nhân đã được đội tình nguyện địa phương cứu thoát và được đưa tới bệnh viện điều trị. Tổng thư ký FAM Stuart Michael Ramalingam đã đến gặp đại diện các nạn nhân để xin lỗi, giải thích rằng họ đã đảm bảo các biện pháp an ninh bên trong sân vận động trong trận đấu, nhưng không thể ngăn chặn bất kỳ sự cố không đáng có nào xảy ra bên ngoài sân.[75] Tuy nhiên, Liên đoàn bóng đá Myanmar (MFF) đã gửi thư tới AFF để yêu cầu các biện pháp chống lại nước chủ nhà vì nước này đã nhiều lần xảy ra các vụ bạo lực tương tự trong những năm gần đây, kêu gọi chấm dứt những hành vi bạo lực đối với các cổ động viên trong bất kỳ trận đấu nào trong tương lai do Malaysia tổ chức, cũng như sẽ đưa ra án phạt nặng cho họ nếu để tình trạng này tiếp tục tái diễn.[76]
- Hiệp hội bóng đá Indonesia (PSSI) đã bị AFF phạt 116 triệu Rp (8.000 USD) sau khi một cầu thủ của họ bị phát hiện sử dụng áo có logo nhà tài trợ trong buổi tập trước trận đấu với Đông Timor. Theo quy định của AFF, các đội không được in logo của nhà tài trợ trong hoặc ngoài sân vận động trong thời gian tập luyện chính thức, các trận đấu và tại các cuộc họp báo.[77] Một khoản tiền phạt 73 triệu Rp (5.000 USD) cũng được đưa ra cho đội bóng này sau khi họ quên dán logo của giải trên áo đấu trong trận gặp Đông Timor.[78]
- Việc huấn luyện viên Bima Sakti tố cáo đội tuyển Philippines sử dụng nhiều "cầu thủ nhập tịch" khiến nhiều người hâm mộ bóng đá Philippines tức giận.[79] Tiền vệ Stephan Schröck, một người Đức gốc Philippines, cũng bày tỏ sự tức giận của mình qua mạng xã hội.[80]
- Trong buổi họp báo trước trận chung kết lượt đi tại Malaysia, một cuộc tranh cãi đã xảy ra giữa các phóng viên ảnh Malaysia và Việt Nam khi phóng viên người Việt làm ảnh hưởng tầm nhìn của nhiếp ảnh gia Malaysia đang đứng phía sau để chụp ảnh cả hai đội, dẫn đến phản ứng dữ dội. Một nhiếp ảnh gia Malaysia khác mặc áo đen tiến lại phía nhiếp ảnh gia Việt Nam nhưng đã được các nhân viên phòng họp báo cũng như hai huấn luyện viên can thiệp, yêu cầu giữ bình tĩnh.[81]
- Sau khi các cổ động viên Việt Nam mới đặt chân xuống sân bay Kuala Lumpur để cổ vũ cho đội tuyển Việt Nam trong trận chung kết lượt đi, một nhóm cổ động viên Ultras Malaysia đã xông vào đánh các cổ động viên Việt Nam. Lực lượng an ninh của Kuala Lumpur cũng đã có mặt để can thiệp, nhiều cổ động viên Malaysia bị bắt giữ và bị điều tra. Do lực lượng an ninh đảm bảo nên nhiều cổ động viên Việt Nam đã thoát ly kịp thời khỏi nhóm cổ động viên nước chủ nhà.